# Kauehi
Kauehi, ook bekend als Putake  is een bewoond atol dat administratief behoort tot de gemeente Fakarava  in het midden van de Tuamotu archipel in Frans-Polynesië, in de Grote Oceaan. Sinds 1977 is dit atol een van de zeven atollen die zijn uitgeroepen als Biosfeerreservaat. Het ligt 17 km ten noordwesten van het atol Raraka, dit is het dichtst bijzijnde atol.  Het ligt 45 km ten noordoosten van Fakarava en 462 km ten noordoosten van Tahiti. Het atol is 24 km lang en 18 km breed; de lagune van het atol heeft een wateroppervlakte van 320 km2. Het atol heeft een bevaarbare opening naar zee in het zuidwesten.

## Beschrijving

### Geschiedenis en bewoning
De eerste Europeaan die melding maakt van het eiland is kapitein Robert FitzRoy tijdens de tweede reis met de Beagle (waar Charles Darwin aan deelnam) op 13 november 1835. Daarna bezochten meer ontdekkingsreizigers, onder andere Charles Wilkes in 1839.

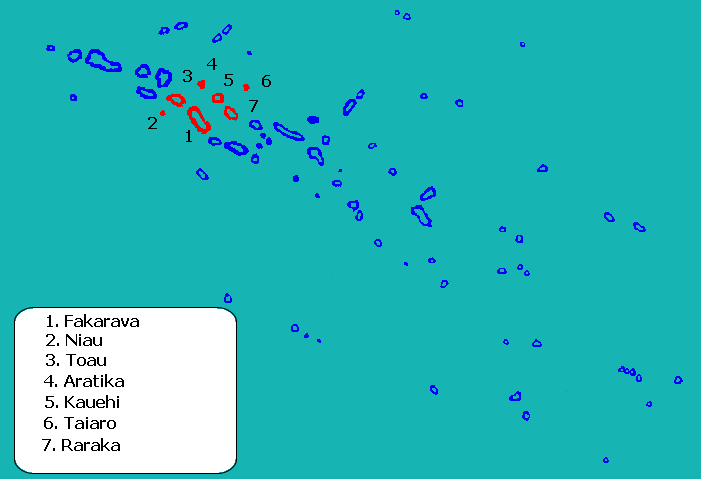
Positie van Kauehi (5) binnen de Tuamotueilanden

In de negentiende eeuw werd het eiland Frans territoriaal bezit. Er woonde toen ongeveer  30 mensen. Volgens de bevolkingsstatistiek uit 2017 wonen er meer dan 500 mensen die werkzaam zijn in het toerisme, het maken van kopra, de visserij op zowel vis als zeekomkommers en parels. De opbrengst wordt geëxporteerd.
Er is een start- en landingsbaan van 1300 m lengte met een autoweg naar het dorp Tearavero. Volgens cijfers uit 2019 waren er 175 vluchten per jaar en werden 3000 passagiers vervoerd. Er zijn overnachtings--- en verblijfsaccommodaties voor toeristen op het eiland.

### Ecologie
Het eiland is een Biosfeerreservaat.. Er komen 41 vogelsoorten voor waarvan 8 van de Rode Lijst van de IUCN waaronder de met uitsterven bedreigde phoenixstormvogel (Pterodroma alba) en de endemische tuamotujufferduif (Ptilinopus coralensis) en de zuidzeewulp (Numenius tahitiensis).